# Baggböle, Umeå kommun

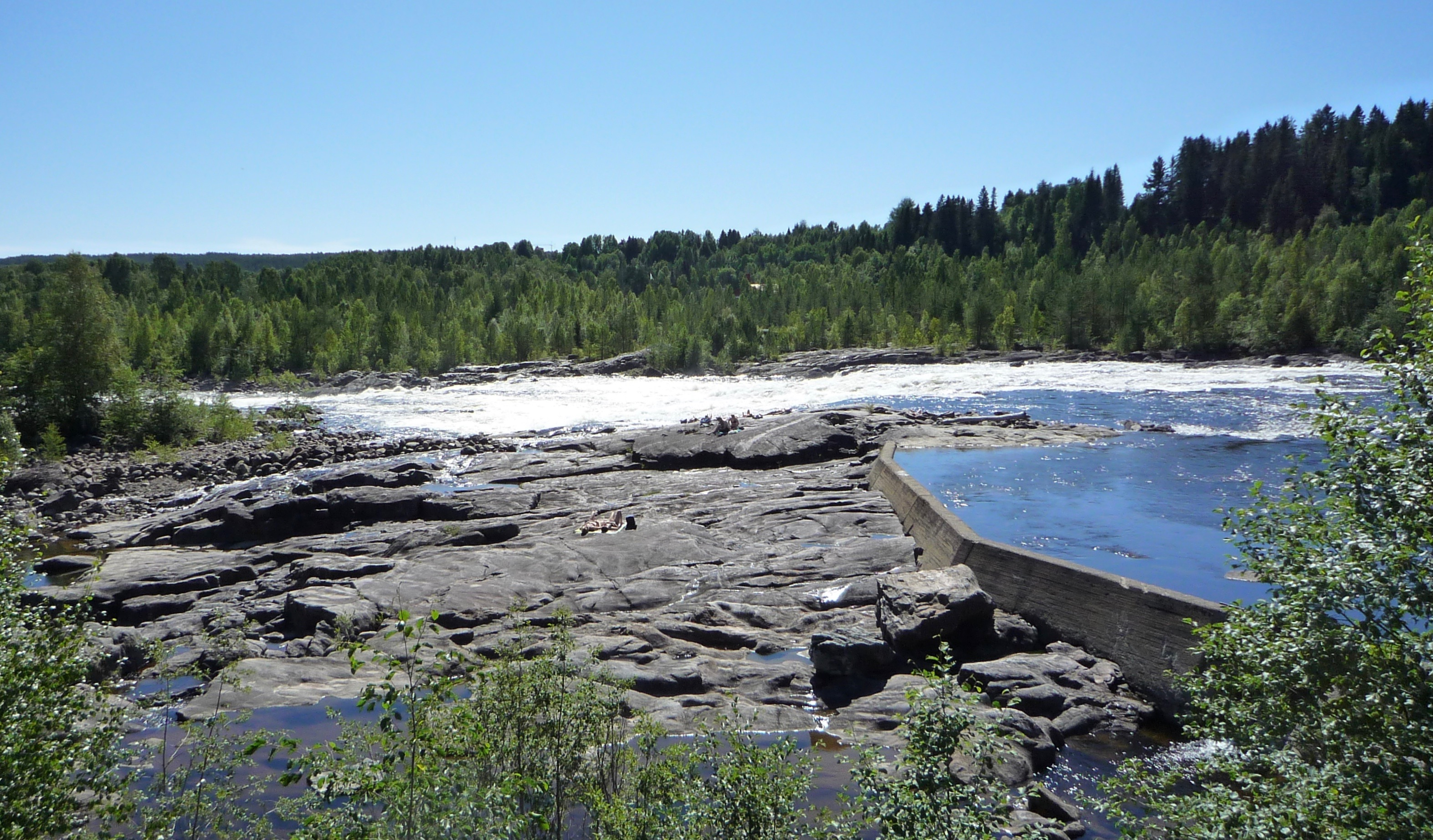
Baggböleforsen.

Baggböle är en by i Umeå kommun, Västerbottens län, belägen vid en fors, Baggböleforsen, i Umeälven cirka 7 kilometer väster om Umeå centrum. Byn har rötter sedan medeltiden och är förklarad som av riksintresse för kulturmiljövården. Under 1800-talet präglades byn av verksamheten vid Baggböle sågverk, som gav upphov till ordet baggböleri.

## Etymologi
Ortnamnet Baggböles förled kommer troligen av mansnamnet Bagge, som var mycket vanligt under medeltiden. Efterledet böle hör ihop med ordet bo och har betytt "(avsides) nyodling, nybygge".

## Historia
Pollenanalyser från Stormyren i Baggböle visar få spår av mänsklig verksamhet förrän tidig medeltid. Troligen etablerades byn vid denna tid.
Baggböle nämns i jordeboken (som Baggeböle) för år 1543 med sex hemmansägare som skattar: Karl Olsson, Lars Svensson, Mogens Olsson, "Ciseell piga", änkan Sigrid och Clemens Olofsson.  Älven var inte farbar längre västerut än Baggböle, och det fanns därför en hamn i byn som har daterats till 1600-talet.
I 1543 års förteckning för vilka som erlade landsköppenningar i Västerbotten (dvs var landsköpmän) finns ingen från Baggböle, utan endast en i Degernäs och en i Rödbäck. 1549 finns däremot två från byn som var landsköpmän, Lasse Svensson och König Olofsson, vilka erlade 2 respektive 3 mark. Landsköpmän fanns 1549 också i grannbyarna Kåddis, Brännland och Grubbe. Landsköpmännen 1549 hade utsetts i socknen att bedriva handel eftersom trakten saknade en köping, och fick föra varor in till landet men inte ut. Humle, salt, vadmal, lärft, hampa, kött och spannmål var varor de fick skaffa, men kungen förbjöd dem att inhandla "onyttigt kramgods eller söta drycker".
En bild av König Olofssons levnad tecknades i ett tal hållet 1637 av Johannes Rudbeckius (som tycks ha kallat honom för Könik Persson). Då sades att han skötte sin gård med åker, fiske och annat, men "brukade dessemellan köpenskap, om vintern uppe i Lappmarken, om sommaren seglade han ut till Tyskland och hit söder till Stockholm och andra städer med sitt gods och köpte åter andra varor igen till sitt och sina grannars behov". Nils Ahnlund, som refererar Johannes Rudbeckius tal, menar att denne Könik troligen var av samma hanseatiska släkt som den Könik Skarlakan som 200 år tidigare verkat i grannbyn Kåddis.
Könik Olofssons son, Petrus Kenicius, blev en högt uppsatt man. Efter studier vid Uppsala universitet sökte han 1578 tjänsten som kaplan i Backenkyrkan, men fick den inte. Via studier vid bland annat Rostocks universitet och Wittenbergs universitet utnämndes han 1587 till professor i Stockholm, men fängslades snart av Johan III. Han frigavs 1592 efter kungens död och 1609 utsågs Petrus Kenicius på Karl IX:s önskan till ärkebiskop. I den egenskapen fick han 1617 kröna den nye kungen Gustav II Adolf.
I första jordeboken fanns sex gårdsägare som skattade, men antalet hemman var från den geometriska avmätningen 1693 och fram till laga skiftet 1872 fem. Baggböleforsen användes tidigt till att driva kvarnar, och ur dessa växte ett sågverk fram, Baggböle sågverk och ett kraftverk.

### Baggböle sågverk
Redan på 1790-talet fanns planer på att utnyttja Baggböleforsen för att driva ett sågverk, men först 1819 fick det tilltänkta verket sina privilegier av Kammarkollegiet. Bakom projektet stod ett par köpmän från Umeå samt grosshandelsfirman Joh. Wikner & Co i Härnösand. Sågverket utrustades med fyra sågramar. Verksamheten fick dock ingen större omfattning förrän sågverket omkring 1840 såldes till Göteborgsfirman James Dickson & Co. Baggböle sågverk var sedan i drift fram till omkring 1897, då det ersattes av Holmsunds ångsåg.

### Baggböle kraftverk
Efter nedläggningen av Baggböle sågverk planerade Holmsunds AB att anlägga ett träsliperi vid Baggböleforsen. Detta blev inte av, utan i stället anlades en sulfatfabrik i Obbola mitt emot Holmsund. Den nya fabriken kom ändå att drivas av Baggböleforsen genom att Holmsunds AB 1916 anlade ett vattenkraftverk där, mitt emot det 1899 tillkomna Klabböle kraftverk. Nästan all producerad ström, 1 200 hästkrafter, överfördes till Obbola genom en högspänningsledning. Kraftverket köptes 1947 av Umeå stad och lades ned 1958.

### Befolkningsutveckling
| Befolkningsutvecklingen i Baggböle 1990–2015 | Befolkningsutvecklingen i Baggböle 1990–2015 | Befolkningsutvecklingen i Baggböle 1990–2015 | Befolkningsutvecklingen i Baggböle 1990–2015 | Befolkningsutvecklingen i Baggböle 1990–2015 |
| -------------------------------------------- | -------------------------------------------- | -------------------------------------------- | -------------------------------------------- | -------------------------------------------- |
|                                              |                                              |                                              |                                              |                                              |
| År                                           |                                              |                                              | Folkmängd                                    | Areal (ha)                                   |
| 1990                                         | 1990                                         |                                              | 77                                           | 18#                                          |
| 1995                                         | 1995                                         |                                              | 83                                           | 22#                                          |
| 2000                                         | 2000                                         |                                              | 93                                           | 22#                                          |
| 2005                                         | 2005                                         |                                              | 102                                          | 23#                                          |
| 2010                                         | 2010                                         |                                              | 106                                          | 23#                                          |
| 2015                                         | 2015                                         |                                              | 117                                          | 28#                                          |
| Anm.: # Som småort.                          |                                              |                                              |                                              |                                              |

## Byns läge och bebyggelse
I gamla tider började Baggböles ägor direkt väster om prästbordets skog. Uppströms om Baggböle ligger byn Kåddis. Direkt öster om byn ligger Prästsjön, och öster om den Umedalen. Genom byn går gamla sockenvägen. Baggböle herrgård ligger i byns nordvästra utkant vid älven, och i dess anslutning Arboretum Norr med träd från hela världen. I byn finns Baggböle loge där det anordnas dans till levande musik. Från Baggböle till Klabböle på andra sidan Umeälven går hängbron Notvarpsbron. Dagens Baggböle, som nästintill sitter ihop med Umeås västra stadsdelar Backen och Umedalen, präglas av småskalig bebyggelse och åtskilliga Västerbottensgårdar.

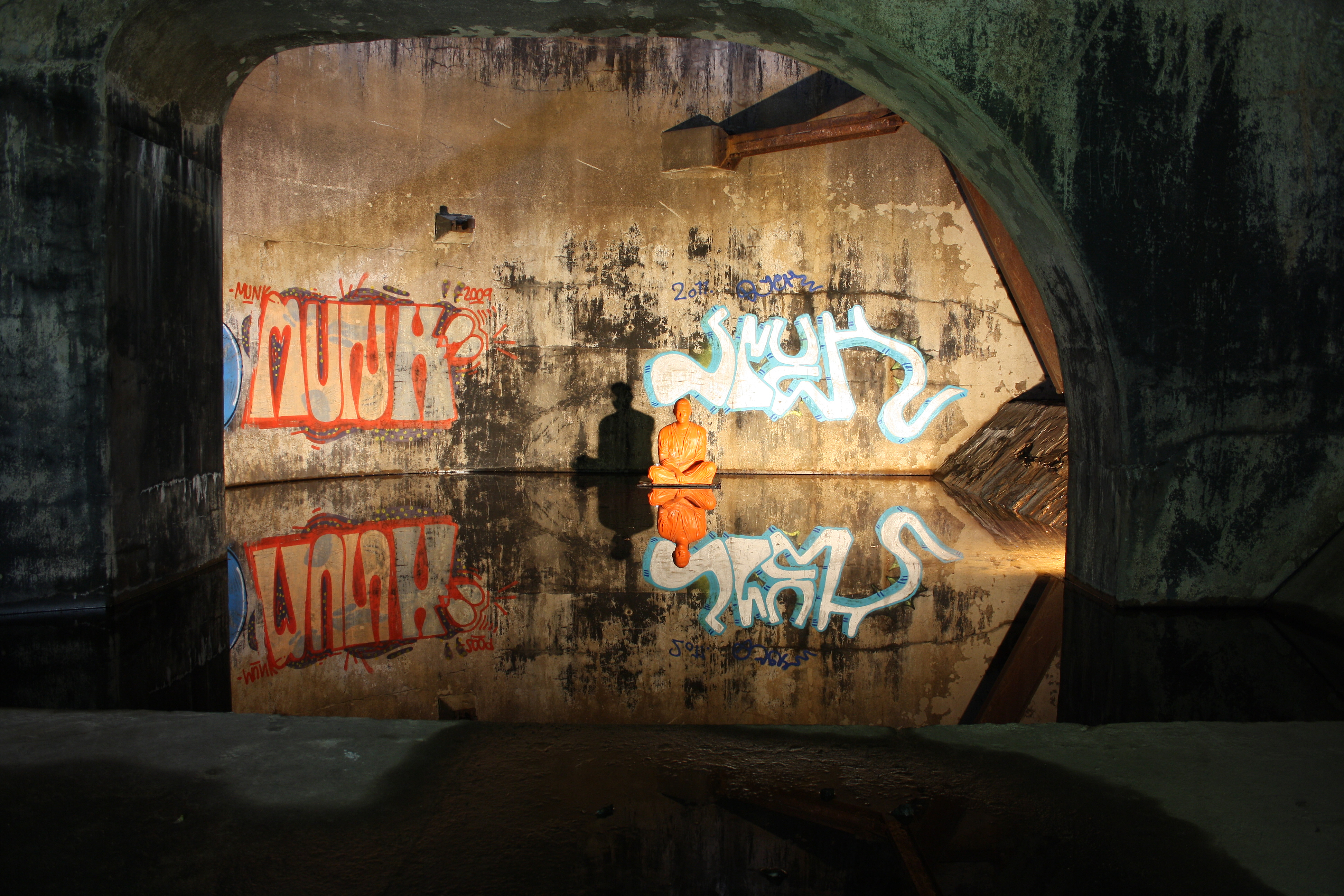
Konstverket "811", fotad augusti 2011

I Baggböle kraftverks gamla turbinsump finns ett konstverk av skulptören Fredrik Wretman, en del i Konstvägen sju älvar. Konstverket består av en Buddhaliknande skulptur, i själva verket konstnären själv sittande med benen i kors, vid en vattenspegel.

## Evenemang
Under sommaren anordnas danser i Baggböle på onsdagarna. Inriktningen är moderna dansband, såsom Blender och Highlights.